# Ed van der Elsken

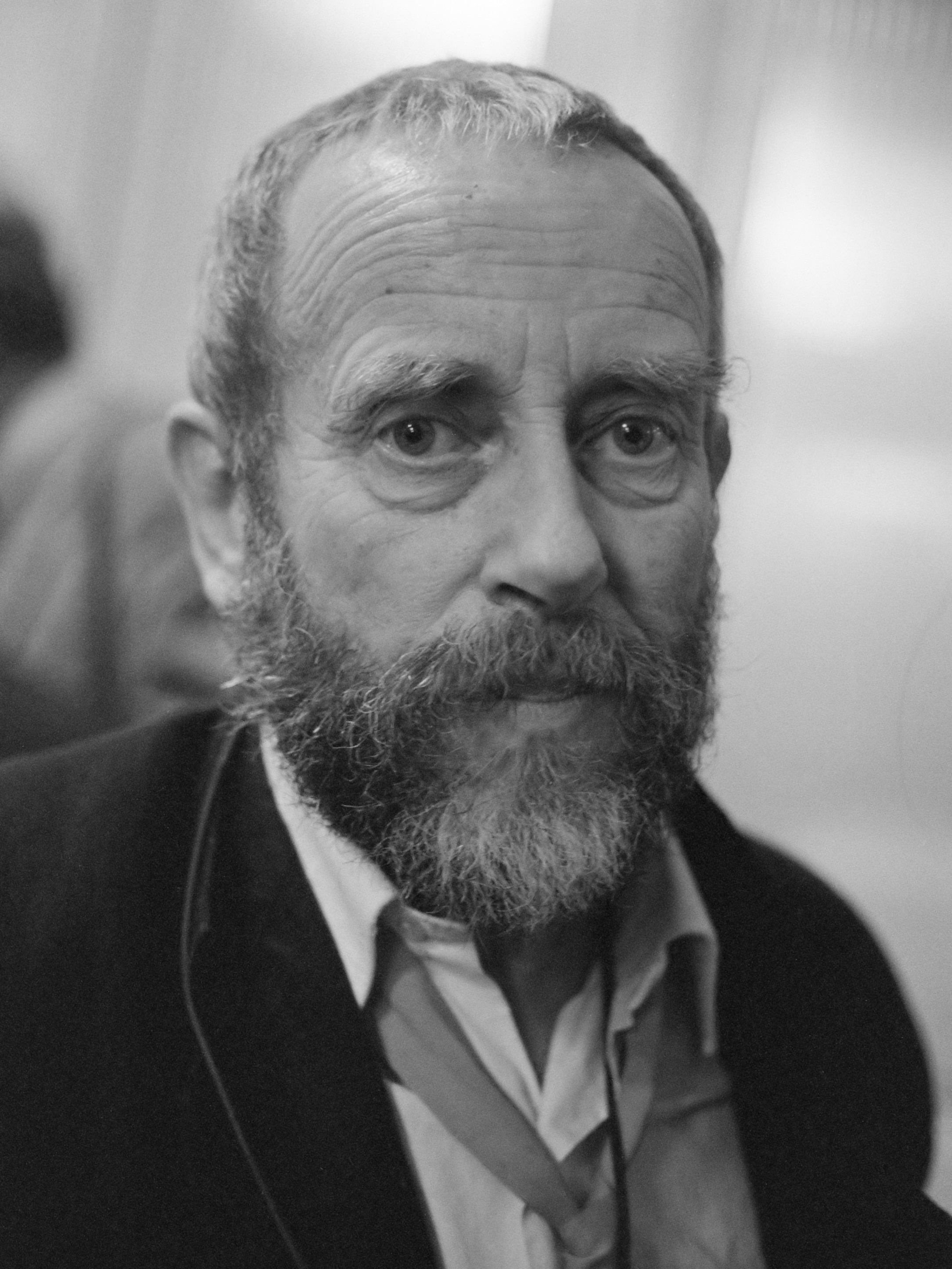
Ed van der Elsken (1988)

Ed van der Elsken (* 10. März 1925 in Amsterdam; † 28. Dezember 1990 in Edam) war ein niederländischer Fotograf und Filmemacher, aufgewachsen im Amsterdamer Wohnviertel Betondorp. Er profilierte sich als Straßenfotograf, Reisefotograf -- alleine nach Japan reiste er mehr als ein Dutzend Mal -- und Chronist der Hippie-Bewegung.

## Leben
Zeit seines Lebens nutzte er die Stadt und Straße als seine Bühne und fotografierte das sich dort abspielende Leben.
1937 begann er eine Ausbildung als Bildhauer, die er jedoch abbrach. Nach dem Zweiten Weltkrieg wandte er sich dann der Fotografie zu. Sein besonderes Interesse galt dabei dem Fotografen Weegee und dessen Buch Naked City.
1950 ging er nach Paris und arbeitete dort anfangs als Fotolaborant für die Agentur Magnum Photos und fertigte Abzüge für Henri Cartier-Bresson, Robert Capa und Ernst Haas. In dieser Zeit entstand das Buch Liebe in St.-Germain-des-Prés, das im Jahr 1956 erscheinen sollte. Die Veröffentlichung des Bildbandes sorgte für unmittelbaren, internationalen Ruhm. In Paris traf er auch die Fotografin Ata Kandó, die bereits drei Kinder hatte und die er 1954 heiratete. Sie folgten ihm in die Niederlande; die Ehe wurde kurz darauf geschieden.
Ab den 1970er Jahren war er auch als Filmemacher erfolgreich. Für seinen Film Die verliebte Kamera wurde ihm 1971 der Staatspreis der Niederlande für Film verliehen. Sein letzter Film Bye (1990) handelt von seiner Krebserkrankung und dem tödlichen Ende.
2017 zeigte das Stedelijk Museum eine große Retrospektive-Ausstellung unter dem Titel „De Verliefde Camera“, die neben Amsterdam auch in Paris und Madrid zu sehen war.

## Publikationen

### Fotobände
- Een liefdesgeschiedenis in Saint Germain des Prés (1956)
  - Liebe in Saint Germain des Prés. Schaden Verlag, Köln 1999, ISBN 3-932187-04-0. („vintage reprint“ der 1956 im Rowohlt Verlag erschienenen Ausgabe.)
- Bagara (deutscher Titel: Das echte Afrika) (1958)
- Jazz (1959)
- Dans Theater (1960)
- de Jong & van Dam NV 1912-1962 (1962)
- Sweet life (1966)
- Wereldreis in foto's vier delen (1967–1968)
- Eye Love you (1977)
- Zomaar een sloot ergens bij Edam (1977)
- Hallo! (1978)
- Amsterdam! Oude foto's 1947-1970 (1979)
- Avonturen op het land (1980)
- Parijs! Foto's 1950-1954 (1981)
- Amsterdam?, Verlag Bert Bakker (1984)
- Are you famous?- La grande parade in het Stedelijk Museum Amsterdam (1985)
- San-jeruman-de-pure no koi (1986)
- Jong Nederland ‚Adorabele rotzakken‘ (1987)
- Japan 1959-1960 (1987)
- De ontdekking van Japan (1988)
- Natlab (1989)
- Once upon a time (1991)
- L'Amour - Foto's 1950-1990, Van Gennep, Amsterdam 1995 ISBN 9055150509
- Hong Kong (1997)
- Leve ik!, Paradox, Edam 1997
- Sweet Life. Fotografie und Film 1949–1990, Katalog Kunstmuseum Wolfsburg, Wolfsburg 2000 ISBN 3-7757-0919-3
- Eye love you. Ed van der Elsken Fotografies + films (1949–1990), Fundació "la Caixa", Barcelona 2001
- Phaidon 55's: Ed van der Elsken, Phaidon Press, London 2001 (Text von Hripsimé Visser) ISBN 9780714840772
- My Amsterdam, De Verbeelding Publishing, Pays-Bas 2005
- Looking For Love On The Left Bank, Aman Iman Publishing, Villejuif 2013, ISBN 9782953391091

### Filme (Auswahl)
- 1961: Dylaby (Kurzfilm)
- 1963: Welkom in het leven, lieve kleine
- 1967: Het Waterlooplein verdwijnt (Kurzfilm)
- 1971: De verliefde camera
- 1972: Death in the Port Jackson Hotel
- 1980: Avonturen op het land (Dokumentarfilm)
- 1990: Bye (Fernsehfilm)

## Ausstellungen
- 2017: De Verliefde Camera, Stedelijk Museum, Amsterdam
- 2013: Love on the Left Bank, Galerie VU, Paris
- 2013: Love on the Left Bank, Taka Ishii Gallery, Tokyo
- 2012: Look Ed!, Annet Gelink Gallery, Amsterdam
- 2011: Ed van der Elsken, Howard Greenberg Gallery, New York
- 2010: Tokyo Symphony, Nederlands Fotomuseum, Rotterdam
- 2010: Ed van der Elsken, Kicken Berlin
- 2009: Het Waterlooplein, mit Lo Andela, NFTA, Amsterdam
- 2009: My Amsterdam, Mireille Mosler Ltd., New York
- 2008: Amsterdam!, Galerie f5,6, München
- 2005: Summer Show, Annet Gelink Gallery, Amsterdam
- 2005: Love on the Left Bank, Museum of Art, Kochi
- 2005: Eye for Cats, Het Kattenkabinet, Amsterdam
- 2005: My Amsterdam, (kuratiert von Martin Parr), Foam, Amsterdam
- 2004: Bagara 1957: 45 photographs of Africa, De Hallen Haarlem, Pays-Bas
- 2003: Adventures in the Countryside, Edam
- 2003: Love on the Left Bank, Metropolitan Museum, Tokyo
- 2002: Long Live Me!, Palazzina di Giardini, Modène
- 2002: Ed van der Elsken, Galleria Carla Sozzani, Mailand
- 2001: Ed van der Elsken, Paris: "Love on the Left Bank", Kicken Berlin
- 2001: Eye love you, La Caixa, Barcelone, Museum de Beyerd, Breda
- 2001: Ed van der Elsken, Photographers' Gallery, Londres
- 2000: Show Who You Are, Annet Gelink Gallery, Amsterdam
- 2000: Ed van der Elsken: Sweet Life. Fotografie + Film 1949–1990, Kunstmuseum Wolfsburg, Wolfsburg
- 1999: L'Amour, Galerie Agathe Gaillard, Paris
- 1998: Ed van der Elsken: Hong Kong, Stadthaus Ulm
- 1997: Ed van der Elsken: Hong Kong, Nederlands Foto Instituut, Rotterdam
- 1996: Ed van der Elsken, L’Amour! Foto’s 1950-1990, Kunsthal, Rotterdam
- 1996: Love on the Left Bank, Paris 1950-1954, Photographers' Gallery, Londres
- 1996: Ed van der Elsken, Entre film et photos, Institut Néerlandais, Paris
- 1994: Das Paris der 50er Jahre, Frankfurter Kunstverein, Frankfurt am Main
- 1994: Ed van der Elsken in kleur, Bloom Gallery, Amsterdam
- 1994: Ed van der Elsken: Once Upon a Time, foto’s 1950-1990, Galerie Agathe Gaillard, Paris
- 1994: Ed van der Elsken: Once Upon a Time, foto’s 1950-1990, Fotomuseum Winterthur
- 1993: Ed van der Elsken: Once Upon a Time, foto’s 1950-1990, Daimaru department store, Osaka
- 1993: Ed van der Elsken: Once Upon a Time, foto’s 1950-1990, Bunkamura Gallery, Tokyo
- 1993: Autoportrait, Citroën Galerie, Amsterdam
- 1991: Ed van der Elsken: Once Upon a Time, foto’s 1950-1990, Stedelijk Museum, Amsterdam
- 1986: L'Amour à Saint-Germain-des-Prés, Printemps, Tokyo
- 1977: Eye Love You, Stedelijk Museum, Amsterdam
- 1966: Hee... zie je dat, Stedelijk Museum, Amsterdam
- o. J.: Een liefdesgeschiedenis in Saint-Germain-des-Prés, Stedelijk Museum, Amsterdam